# Чистополье (Белгородская область)
Чистополье — село в Ракитянском районе Белгородской области. Входит в состав городского поселения посёлок Ракитное.

## История
В 1968 г. указом президиума ВС РСФСР поселок Ленинского отделения совхоза «Ракитянский» переименован в Чистополье.

## Население
| 2002 | 2010 |
| ---- | ---- |
| 250  | ↗269 |